# Lupinus macbrideanus
Lupinus macbrideanus é uma espécie vegetal da família Fabaceae.
Apenas pode ser encontrada no Peru.